# Евсюков, Николай Фёдорович
Николай Фёдорович Евсюков (1866—1915) — русский военный деятель, генерал-майор (1915; посмертно). Герой Первой мировой войны, погиб в бою.

## Биография
В 1882 году вступил в службу после окончания Ярославской прогимназии. В 1885 году после окончания Киевского военного училища по I разряду произведён в подпоручики и выпущен в 65-й резервный пехотный батальон.
В 1889 году произведён в поручики, в 1897 году в штабс-капитаны, в 1900 году в капитаны, командир роты. В 1905 году произведён в подполковники, командир батальона. В 1910 году произведён в полковники, старший офицер Бессарабского 129-го пехотного полка.
С 1914 года участник Первой мировой войны, командир Малороссийского 10-го гренадерского полка и Пензенского 121-го пехотного полка. Дважды был ранен в боях 13 и 18 августа 1914 года. 4 июля 1915 года умер от ран полученных в бою (ВП от 18.07.1915 года — исключен из списков умершим от ран, полученных в сражении с неприятелем).
Высочайшим приказом от 18 июля 1915 года (старшинство от 14.07.1915) посмертно за боевые отличия произведён в генерал-майоры. Высочайшим приказом от 20 ноября 1915 года посмертно за храбрость был награждён Георгиевским оружием: 
За то, что в ряде боев с 6-го по 19-е декабря 1914 года включительно, будучи начальником левого боевого участка дивизии, занял ряд сильно укрепленных позиций противника; в особенности отличился 19-го декабря, когда он штурмом с упорного боя захватил и удержал важный пункт — высоту 429, к северу от д. Люжно, причем в эти бои было захвачено полком 1800 пленных и 11 пулеметов

## Награды
- Орден Святого Станислава 2-й степени (ВП 1906)
- Орден Святой Анны 2-й степени с мечами (ВП 1912; Мечи — ВП 30.11.1916)
- Орден Святого Владимира 4 степени с мечами и бантом (ВП 13.01.1915)
- Орден Святого Владимира 3 степени с мечами (ВП 14.05.1915)
- Георгиевское оружие (ВП 20.11.1915)